# 樋口康子
樋口 康子（ひぐち やすこ、1932年（昭和7年）1月14日 - 2023年（令和5年）6月11日）は日本の看護師、看護学者、教育者。日本赤十字看護大学名誉学長、日本看護科学学会名誉会員、看護教育学博士（コロンビア大学）。第40回（2005年）フローレンス・ナイチンゲール記章受章。

## 来歴

### 生い立ち
1932年1月14日、東京府に生まれる。3歳（1935年）のとき、官吏であった父親の転勤のため満州国・奉天市（現在の遼寧省・瀋陽市）に家族で移住する。13歳（1945年）で終戦を迎え、翌年日本に引き揚げるまでの1年間は当時のソビエト軍、中国共産党軍による日本人に対する壮絶な仕打ちを目の当たりにし、自身も何とか生きながらえたと語っている。
17歳（1949年）、帰国後に住んでいた荻窪に都立荻窪高等学校が設置（杉並高等家政女学校から改称）され、2学年に編入。医学部を志すも学力の不足から断念し、20歳（1952年）で日本赤十字女子専門学校に入学した。23歳（1955年）日本赤十字社中央病院に入職。
27歳（1959年）のとき、フルブライト奨学金を受けて渡米しコロンビア大学の特別研修生となる。この時アメリカの看護教育や病院での実践経験を前に日本の看護教育との違いに衝撃を受けた。1年半の研修修了後は日本赤十字社中央病院に復職し、臨床指導者、日本赤十字女子短期大学講師を経て、32歳（1964年）で再び渡米しボストン大学に入学。看護学士号および修士号を取得したのち、39歳（1971年）でコロンビア大学博士課程に入学。修了後はアメリカ国内の看護短期大学で基礎看護学を教えた。
54歳（1986年）、設置に尽力した日本赤十字看護大学が開学。62歳（1994年）のとき学長となる。
73歳（2005年）、看護学の高等教育化への移行や「大学における看護学教育に関する基準」の策定、日本最初の看護の学術団体である日本看護科学学会の設立など看護学の発展に尽力したこと等への功績として、第40回フローレンス・ナイチンゲール記章を授与された。
75歳（2007年）、13年間務めた日本赤十字看護大学学長を退任、同名誉学長となる。
2023年6月11日、91歳で死去。

## エピソード

### 母親
- 満州に移住する際、樋口の母は自身の子供たちのために当時日本の文部省管轄下の小・中学校、女学校等が存在した奉天市を要望し、そこに住居を構えた。
- 満州では周囲の日本人が中国人に対して見下げた様子で対応する人間が多く、樋口自身も子供心にそれが普通であると理解して対応したが、「あなたたちと彼らは、今までの生き方や言葉や生活習慣や食べ物などが違うだけで、人間が感じる痛みや恥ずかしさや馬鹿にされた悔しさは私たち日本人と同じなのですよ」「あなたがそうされたらどう感じますか」と母から叱られたという。この経験は樋口自身の「相手を一人の人間として認め、かけがえのない一人として対応することが重要」という人間関係や看護哲学の基本となった。
- 満州での住まいには家事手伝いとして中国人女性を雇っていた。母自身は贅沢をせず、自身の子供たちにも贅沢を許さなかったが、お手伝いさんの子供たちにランドセルや下着を買ってあげたりしていた。
- 終戦後、満州から引き揚げるときに一時的に葫蘆島の収容所にいた。樋口の母が唐突な呼び出しを受け、死ぬつもりで出頭しようとするのを子供たちも取り囲みながらついていくと、その先にお手伝いさんの中国人たちがいた。食べ物や着る物に苦労しているのではと、手作りのたくさんのお菓子や靴を持参し、遠路はるばる面会にやってきたのだという。樋口は「人を助けると何倍にもなって戻ってくるということがいかに真実かを本当に思い知った」と語っている。
- 帰国後、樋口は母を手伝いながら独学で勉強していたが、2年ほど経ち食べることに一所懸命だった家計も少し落ち着いた時に近所に高校ができた。母はその校長宅まで樋口を連れて行き、入学許可を交渉し何とか編入ができた。
- 樋口が日本赤十字中央病院に就職して1年半ほど後、母親が体調不良で入院することになった。癌という診断がつくまで3か月かかり、その頃にはすでに手遅れで余命3か月と宣告された。いよいよ意識不明に陥るとき、看護し続けた樋口に「立派、立派」と声を掛けた。意識不明が1週間続いたあと、52歳で息を引き取った。

### 医学・医師
- 小さい頃から医学部を志望していた。高校卒業後1年浪人して挑んだが無理で、日本赤十字女子専門学校に入学した。
- 専門学校卒業後、再び医学部受験を目指して勉強を始めたが、学費のためにしばらく看護師として働くことにした。
- 前述の母の看病に際し、意識不明になった母に対して医師は薬の投与と「大丈夫ですね（まだ死に至りませんね、の意）」などと言うだけであった。他に「用事で外出するから緊急の場合は知らせてくれ」などの発言から、樋口は「医師は人間をどうとらえているのだろうか？」と考え始めたという。

### 看護学・看護師
- 満州からの引き揚げ船に赤十字の看護師が乗船しており、「赤十字の印をつけた看護師さんが高い帽子をかぶっていた。そして、真っ白な長いあのユニホーム姿。キラキラと輝いて美しい。」と述懐している。
- 前述の通り医学部を志望していたが、日本赤十字女子専門学校に入学した後は「何もかもが興味深く、おもしろく受け止められた。」と語っている。当時の学びについて「医学が基盤となり、それに安静と栄養が加わっていた。」としながら、「教えられたことを裏付ける科学的な理論を見つけることができなかった。その結果、授業中はすぐ眠くなった。～学問的体系が見えなかった。」と振り返っている。
- アメリカの看護大学・大学院では教える教授・助教授は全員看護の専門職出身者であり、最低でも学士を保持、修士号や博士号を持つ人もおり、当時の日本の教育体制との違いに衝撃を受けた。
- 博士号を取得したのち、このままアメリカで研究者として一生を終えるつもりでいたが、帰国して赤十字の看護大学設置に向け準備することとなった。当時の日本の看護界について「西部劇に出てくるような『荒れ果てた荒野に、錆びついた金属輪が、風に飛ばされて果てしなく転がっていく』状況を思い出させるような、何かさみしい、うらぶれた印象」と語っている。
- 大学設置に向けての期間中、文部省の担当者から「看護『学』とは何ですか。看護教育とは違うのですか」と問われ即答することができなかった。自問を続けるもなかなか答えが見つからず、また当時の看護に関わる書籍も看護実践に基づく経験的な内容ばかりだった。その中で田邊元の『科学概論』に出会い、樋口の「看護の科学」の源となった。

## 著書

### 単著
- 『看護学：知へのあくなき探求』2002年、アイワード。
- 『Nursing Science -An insatiable search for knowledge』2004年、コロニー株式会社。

### 共著
- 樋口康子、小林富美栄、小玉香津子『現代看護の探究者達：その人と思想』1983年、日本看護協会出版。ISBN 978-4818014510
- 樋口康子、稲岡文昭『精神看護学』1997年、文光堂。ISBN 978-4830646348
- 樋口康子（著）、森岡恭彦、村上陽一郎、養老孟司（編著）『新医学概論』2003年、産業図書。ISBN 478288009X

### 訳著
- L.J.デーヴィッツ『看護場面の心理的プロセス』樋口康子（訳）、1970年、現代社。ISBN 978-4874740170
- M.L.ポール『看護婦の教育的機能』樋口康子（訳）、1973年、医学書院。ISBN 978-4260344838
- M.E.ロジャース『ロジャース看護論』樋口康子、中西睦子（訳）、1979年、医学書院。ISBN 978-4260345415
- M.コレッティ 他『看護診断 -診断分類の理論的背景と診断名一覧-』樋口康子 他（監訳）、1991年、医学書院。ISBN 978-4260366519
- W.C.ケニッツ 他『グラウンデッド・セオリー -看護の質的研究のために-』樋口康子、稲岡文昭（監訳）、1992年、医学書院。ISBN 978-4260340687